# Mexicaanse wormsalamander
De Mexicaanse wormsalamander (Dermophis mexicanus) is een amfibie uit de familie Dermophiidae. De soort werd voor het eerst wetenschappelijk beschreven door André Marie Constant Duméril en Gabriel Bibron in 1841. Oorspronkelijk werd de wetenschappelijke naam Siphonops mexicanus gebruikt.

## Uiterlijke kenmerken
De lichaamskleur varieert van bruin tot grijs of olijfgroen. Het pootloze lichaam draagt duidelijke ringgroeven, de kop is voorzien van een puntige snuit die dient om beter te graven. De lichaamslengte bedraagt 10 tot 60 centimeter.

## Leefwijze
Het voedsel van deze terrestrische of gravende wormsalamander bestaat hoofdzakelijk uit ongewervelden, maar ook hagedissen staan op het menu. Hun leven speelt zich voornamelijk ondergronds af in zachte bodems.

## Voortplanting
De Mexicaanse wormsalamander is eierlevendbarend, dat wil zeggen dat de eieren en larven zich geheel in het moederlichaam ontwikkelen. Na een lange draagtijd komen compleet ontwikkelde jongen ter wereld.

## Verspreiding en habitat
De Mexicaanse wormsalamander komt voor van Mexico tot noordelijk Zuid-Amerika.